# هربرت غولدشتاين
هربرت غولدشتاين (بالإنجليزية: Herbert Goldstein) (و. 1922 – 2005 م) هو فيزيائي، وأستاذ جامعي من الولايات المتحدة الأمريكية . ولد في نيويورك .
توفي في نيويورك ، عن عمر يناهز 83 عاماً.

## التعليم
تعلم في معهد ماساتشوست للتكنولوجيا، وتحصل منها على دكتوراه في الفلسفة، وكلية مدينة نيويورك، وتحصل منها على بكالوريوس العلوم

## مناصب وهيئات
أدار جامعة كولومبيا.

## جوائز
حصل على جوائز منها:
- جائزة إرنست أورلاندو لورنس [الإنجليزية]‏ (1962)
- فخري (لقب).